# Tim Ostermann
Tim Ostermann (nascido a 16 de junho de 1979) é um político alemão da União Democrata-Cristã (CDU) que serviu como membro do Bundestag pelo estado da Renânia do Norte-Vestfália de 2013 a 2017 e novamente a partir de 2021.

## Carreira política
Gohl tornou-se membro do Bundestag em 2021, quando substituiu Oliver Wittke, que havia renunciado. No parlamento, ele tem participado na Comissão de Assuntos da União Europeia.